# Milkyway
《Milkyway》是日本Witch在2000年7月28日發售的戀愛冒險類型成人遊戲，2002年3月8日發售新增語音版《Milkyway うぃず Voice》。Milkyway系列的第一部作品。同品牌的遊戲《Alive》的角色或其子孫在本系列中登場，雖然並非正式續篇作品，設定上仍有部分關聯。故事時間發生在《Alive》的十多年後。

## 角色
七瀨健治（聲優：無/西紀曉）
本作男主角。
御影咲夜（聲優：日向裕羅/九條信乃）
身高：157cm　三圍：B82/W53/H84

七瀨晶（聲優：吉田皐月/吉田皐月）
身高：154cm　三圍：B75/W50/H80
健治的妹妹。
工藤亞由美（聲優：/野神奈奈）
身高：165cm　三圍：B82/W54/H84
晶的青梅竹馬。
結城倫（聲優：綾有蘭/綾有蘭）
身高：157cm　三圍：B85 W53 H86
健治的青梅竹馬。在《Milkyway2》與健治結婚，姓氏由結城改成七瀨。
鷹梨千尋（聲優：/海原 エレナ）
身高：160cm　三圍：B79/W52/H81
健治的青梅竹馬。
高坂繭（聲優：杉澤結花/杉澤結花）
身高：153cm　三圍：B83/W53/H85

楠本さゆら（くすもと さゆら） / 橘花梨（たちばな かりん）（聲優：/）
身高：160cm　三圍：B87/W53/H85

東條戀水（聲優：御園元/御園元）
身高：148cm　三圍：B80/W52/H81

東條悠（聲優：近西洋子/近西洋子）
身高：167cm　三圍：B89/W62/H90
戀水的妹妹。
霧島奈緒美（聲優：夏野向日葵）
身高：163cm　三圍：B81/W55/H84
千尋的朋友。

## 工作人員
- 劇本：悠月魅夜
- 原畫：瀨之本久史、真廣雄海

## OVA
OVA是在2003年發售的成人動畫，共有兩話。

### 工作人員
- 導演、人物設計、作畫監督：大河原晴男[5]
- 原作：悠月魅夜
- 角色原案：真廣雄海、瀨之本久史
- 系列構成：地獄組
- 劇本：スタジオオルフェ（第1話：黒田洋介、第2話：倉田英之）
- 主題歌：UNDER17
- 音樂：mobo
- 動畫製作：ダタマフィルム
- 製作：「Milkyway」製作委員会
- 發售：れもんは～と
- 代理販售：グルーヴコーポレーション

### 發售日
- 2003年6月25日 -
- 2003年8月25日 -
- 2006年10月27日 -
- 2010年9月24日 -

## 外部連結
- れもんは～と（日語）